# Vores Øl

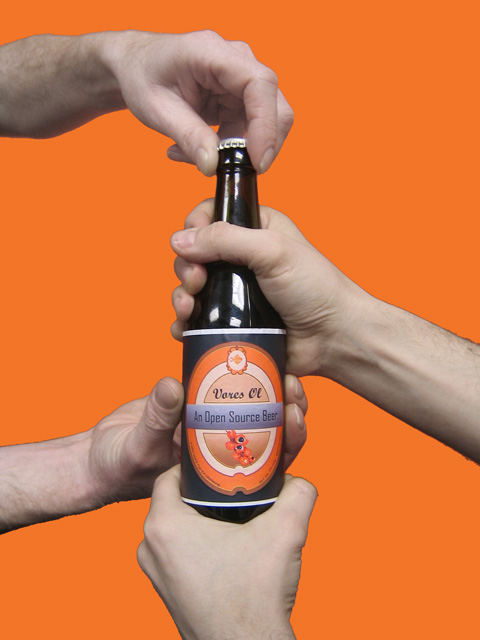
La Vores Øl.

La Vores Øl (du danois « Notre bière »), est la première bière libre, dans le sens où sa recette est publiée sous licence libre et susceptible d'être améliorée par la communauté des buveurs, comme un programme libre. La suite du projet est maintenant repris sous le nom de Free Beer.

## Historique
La Vores Øl est née d'un projet des étudiants de l'Université IT de Copenhague au printemps 2004. La première version était appelée la 1.0, à l'image d'un logiciel. Cette version a été améliorée à la suite des nombreuses suggestions des buveurs. En octobre 2009, le projet atteignait la version 4.0.

## Caractéristiques
La principale caractéristique de cette bière, outre le côté légal, est le fait qu'elle contient du guarana, graine d'Amérique du Sud riche en caféine, bien connue pour ses propriétés stimulantes et réputée pour être bonne pour la santé. Les effets énergisants du guarana apportent, selon les créateurs de la Vores Øl, un équilibre idéal avec la somnolence qui est liée aux effets de la bière.

## Autres projets Opendrink
Il existe aussi le cola OpenCola ainsi que la Free beer (dérivée de la Vores Øl).